# 1st Born Second
1st Born Second è il primo album in studio del cantante statunitense Bilal, pubblicato nel 2001.

## Tracce
1. Intro – 1:47
2. For You – 3:47
3. Fast Lane – 4:37
4. Reminisce (feat. Mos Def & Common) – 4:35
5. All That I Am (Somethin' for the People) – 3:56
6. Sally – 3:41
7. Sometimes – 7:12
8. Love It – 3:48
9. C'mere (Skit) – 2:12
10. Soul Sista – 5:21
11. When Will You Call – 4:47
12. Queen of Sanity – 5:21
13. Love Poems – 5:25
14. You Are – 4:17
15. Home – 5:23
16. Slyde – 4:07
17. Second Child – 6:49